# Adan Kovacsics
Adan Kovacsics (Chile, 1953) es un filólogo y traductor nacido en Chile, de ascendencia húngara y nacionalizado español, Premio Nacional a la Obra de un Traductor en 2010.

## Biografía
Realizó sus estudios de filología románica, filología inglesa y filosofía en la Universidad de Viena. En 1980 se trasladó a Barcelona donde ha trabajado como traductor, corrector y redactor. Desde 1991 se dedica casi exclusivamente a la traducción literaria, labor por la que fue premiado por el Ministerio de Educación y Cultura de Austria y por la Cancillería Federal. En el 2007 obtuvo el Premio de Traducción otorgado por el Premio Nobel Imre Kertész en reconocimiento a la labor de traducción de su obra. En 2009 el gobierno húngaro le concedió la distinción Pro Cultura Hungarica. Su labor de traducción se centra fundamentalmente en obras de autores austriacos y húngaros.
En 2010 fue galardonado por el Ministerio de Cultura de España con el Premio Nacional a la Obra de un Traductor.